# 趙廷訓
趙廷訓（韓語：조정훈，1972年10月7日—）是一位韓國經濟學家和政治家。他與李元宰一起共同創立了小型自由主義政黨「時代轉換」。2023年11月9日，他將其小黨與保守的國民力量合併。

## 早年生活和教育
趙廷訓出生於首爾，在延世大學學習工商管理。取得註冊會計師資格後，他在約翰·F·肯尼迪政府學院獲得國際發展碩士學位。  他通過了世界銀行的年輕專業人員計劃。  

## 职涯
從2005年到2008年，Cho在世界銀行技術諮詢團隊工作，參與了科索沃獨立和從塞爾維亞財政分權的談判。 從2012年到2014年，他在世界銀行巴勒斯坦分行工作，協助巴勒斯坦與以色列之間的談判。在進入政界之前，他從2014年起在世界銀行烏茲別克分行工作。 在烏茲別克斯坦，他不僅管理世界銀行的發展工作，    還為該國的經濟發展提供諮詢。 到韓國後，他擔任了未來共識研究所的副主席和亞洲統一研究所的所長。

## 政治
在2016年選舉之前，趙廷訓被引入了共同民主黨。  他申請加入共同民主黨名單，但未被正式登記。
2020年，趙廷訓與李元宰共同創立了時代轉換。他當選為該黨主席，但辭職以便用共同市民黨（共同民主黨的衛星黨）名義參選。他在共同市民黨名單中排名第六並當選。 2020年5月12日，趙廷訓正式離開共同市民黨，回到他原來的政黨。
2023年3月19日，趙廷訓因建議韓國通過從東南亞國家引進家政工人並支付他們法定最低工資的一半來解決人口危機而引起國際關注。由於他的言論恰逢國際消除種族歧視日和韓國移民工會舉行的年度移民工人權利抗議日，許多國內外評論員對趙廷訓進行了嘲笑。基本收入黨的議員龍慧仁批評趙廷訓的政策提議為“種族主義”。
2023年9月，趙廷訓宣布他將通過將時代轉換合併入國民力量。兩個政黨於2023年11月9日正式合併。

## 政治立场
他在政治上具有綜合性，拒絕被認為是保守派或自由派，而是務實派。他支持向負面清單制度轉變，以及每月提供30萬韓元（約合200英鎊）的基本收入。
他也批評反對TADA的立場，表示“創新來自市場，但不應一開始就被阻止”。他還補充說，如果TADA對計程車司機產生負面影響，TADA所獲得的利益應與計程車司機共享，而不是簡單地禁止這個平台。
他在第一次質詢會議上因保持禮貌態度並提出非傳統問題而獲得了大量支持。他指出韓國社會日益嚴重的經濟差距，並邀請其他政治家採取措施來緩解兩極分化。